# Саудовско-иракская нейтральная зона

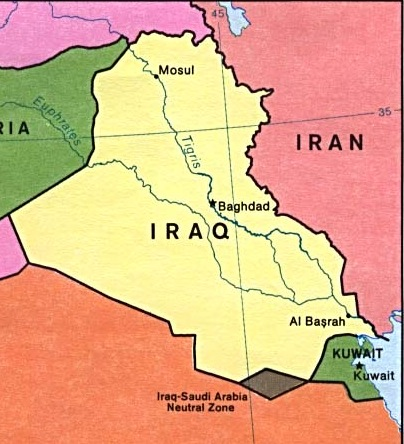
Нейтральная зона
(саудовско-иракская)

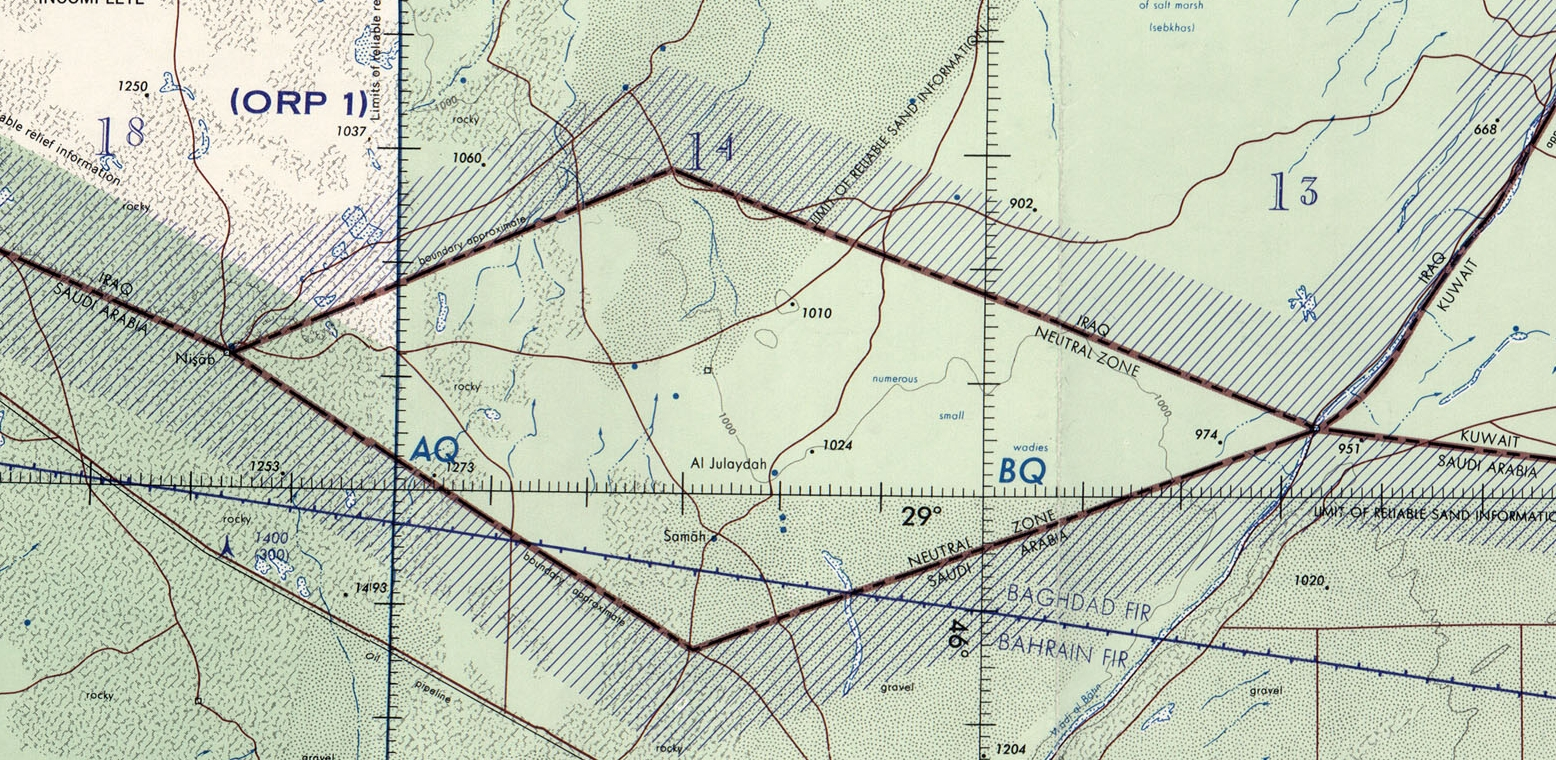
Топографическая карта
нейтральной зоны

Нейтральная зона между Саудовской Аравией и Ираком была территорией площадью 7044 км² на границе между этими двумя государствами. 
По договору в зоне нельзя было строить военные сооружения и постоянные постройки, а народы двух стран должны были иметь беспрепятственный доступ к её ресурсам.
Соглашение о разделе нейтральной зоны было достигнуто представителями Ирака и Саудовской Аравии 26 декабря 1981 года и одобрено Национальным собранием Ирака 28 января 1982 года. Фактическое разделение территории было произведено в неизвестное время после достижения соглашения, самое позднее 30 июля 1982 года, хотя об изменении границы официально не было подано в ООН до июня 1991 года.

## История
Договор Мухаммараха (Хорремшехр) от 5 мая 1922 года предвосхитил близившийся конфликт между Великобританией, которая тогда управляла Ираком, и султанатом Неджд, который затем стал Саудовской Аравией, завоевав королевство Хиджаз. Договор от имени короля Неджда Абдул-Азиз Аль Сауда подписал принц Ахмед бин Абдулла аль-Тунайян, но король не ратифицировал договор. Окончательная разметка границ не была обговорена в этом договоре. В следующем договоре (протоколе Укейра) от 2 декабря 1922 года была определена большая часть границ и создана нейтральная зона. В договоре говорилось о том, что управлять и пользоваться зоной могут как Саудовская Аравия, так и Ирак. Данный договор был ратифицирован Абдул-Азиз Аль Саудом.
По данному договору, в нейтральной зоне или рядом с ней не должны были строиться никакие военные или постоянные здания, и кочевники обеих стран должны были иметь беспрепятственный доступ к ее пастбищам и колодцам.
Соглашение об административном разделении зоны было достигнуто в 1975 году, а договор о границах заключён в 1981 году и ратифицирован в 1983 году. По неизвестной причине договор не был зафиксирован в ООН, и никто за пределами Саудовской Аравии и Ирака не был извещён о том, где проходит новая граница. В 1991 году во время войны в Персидском заливе Ирак отменил все международные договорённости с Саудовской Аравией, начиная с 1968 года.
Саудовская Аравия, в свою очередь, в июне 1991 года зарегистрировала в ООН все предыдущие договоры о границах с Ираком. Только тогда нейтральная зона официально прекратила своё существование.
В прошлом нейтральная зона имела ISO 3166-1 код NT и NTZ. Эти коды были отменены в 1993 году. Код FIPS 10-4 для нейтральной зоны Саудовской Аравии и Ирака был IY; этот код был упразднен в 1992 году.